# 七瀬ななみ
七瀬 ななみ（ななせ ななみ、1981年8月28日 - ）は、日本の元AV女優である。
血液型:A型。身長:160cm。スリーサイズ:B83(C)・W60・H87。

## 略歴
神奈川県出身。2000年11月に『スイッチ。』でAVデビュー。
2002年にはフォーミュラ・ニッポンで、沢口あすか・杏野るり・上村ひな（シーズン途中に引退した為、天野♥こころに交代）・うさみ恭香と共にレースクイーン（SODレーシングギャルズ）としても活動した。
2003年頃に引退。

## 出演作品

### アダルトビデオ
2000年
- スイッチ。（11月28日、メディアステーション）　※デビュー作
- 無限のクレヴァス（12月22日、メディアステーション）

2001年
- 素顔のななみ [前編]（2月28日、オーロラプロジェクト）
- 素顔のななみ [後編]（2月28日、オーロラ・プロジェクト）
- 穴パン 3（4月6日、ディープス）
- 女子アナ 蛇縛の輪縛報道（7月1日、アタッカーズ）
- 女子校生監禁凌辱 鬼畜輪姦 36（8月1日、アタッカーズ）
- ビー・ジーン 13（8月4日、桃太郎映像出版）
- ザーメン一週間（8月22日、ハムレット）
- ゴックンバズーカ 100連発 Vol.3（9月7日、ハムレット）
- 全裸特別●護老人ホーム（9月7日、ソフト・オン・デマンド）…共演:池田あや、ヨーコ、林由美香、坂口華奈、川奈まり子、牧原れい子
- ザーメン一週間 特別編集 ザーメンゴックンスペシャル（9月20日、ハムレット）
- 極悪非道なザーメンマニアの勝手なリクエストに七瀬ななみが笑顔でお応えしました。（10月6日、ハムレット）
- 第1回 七瀬ななみのファン感謝デー（11月8日、SODクリエイト）
- やっぱりザーメンが好き 三姉妹（12月7日、SODクリエイト）…共演:桜田由加里、可憐
- 第1回 七瀬ななみのファン感謝デー 特別編集 ザーメンスペシャル（12月20日、SODクリエイト）

2002年
- バーチャルレイプ in 七瀬ななみ（1月20日、SODクリエイト）
- SODが引っ越した! そこに監督さん達が全裸の女優さんを連れてきてくれました!?（1月20日、SODクリエイト）…共演:森下くるみ、木下いつき、宮内ゆみ、坂口華奈、桜田由加里、松葉まどか、水野奈菜、川奈まり子、倉本安奈、沢賀名、椎名みなみ、風間恭子
- ななみサンタがやって来る（3月20日、SODクリエイト）
- AV女優肉体改造 しごき（5月4日、SODクリエイト）
- 第1回 全日本ガチンコキャットファイト選手権（6月7日、SODクリエイト）…共演:鮎川忍、原口まお、神咲綾花、椿レイ、森田あかり
- 恋身女子戦隊パティーズ ノーマルヴァージョン（6月21日、ソフト・オン・デマンド）…共演:杏野るり、麻生めぐみ、林智美
- 第一回ソフト・オン・デマンド杯 男優王座決定戦 女性も楽しいAV（7月19日、SODクリエイト）
- 七瀬ななみの超高級ソープ嬢（8月17日、SODクリエイト）
- 第1回 全日本ガチンコキャットファイト選手権 全試合完全ノーカット版!!（9月6日、SODクリエイト）…共演:鮎川忍、原口まお、神咲綾花、椿レイ、森田あかり
- Mの刻印 6 ～薫る令嬢～（9月20日、SODクリエイト）
- アイドルザーメン VOL.7（10月19日、SODクリエイト）…共演:冬月ひなの
- SOD-racing gals レイプ ～堕ちゆく専属女優～（11月20日、SODクリエイト）

2003年
- ザーメン原理主義（1月10日、SODクリエイト）…オムニバス作品　他出演:小泉キラリ、豊田春美、愛川エリ、三月あん、上村志保、皆川さくら
- 超☆舐めまくり（1月17日、ワープエンタテインメント）
- SOD-racing gals レイプ ～嫉妬にまみれた新人専属女優～（1月23日、SODクリエイト）…共演:天野♥こころ、杏野るり、うさみ恭香
- やご（3月14日、桃太郎映像出版）…共演:桜田由加里
- レズ解禁 Vol.4（3月20日、SODクリエイト）…共演:七海りあ、安西ゆみこ
- NANAMIX Vol.1 ～SOD専属女優～ 七瀬ななみのキセキ（3月20日、SODクリエイト）　※総集編
- NANAMIX VOL.2 ～SOD専属女優～ 七瀬ななみのキセキ（4月19日、SODクリエイト）　※総集編
- 遊郭秘姦外伝 花魁道中 前篇（6月5日、アイエナジー）…共演:川浜なつみ、桜田由加里、秋本優奈、相沢夢
- 遊郭秘姦外伝 花魁道中 後篇（7月5日、アイエナジー）…共演:川浜なつみ、桜田由加里、秋本優奈、中野千夏、相沢夢
- ADハルナの接吻バトルロワイヤル 3rd BATTLE（8月3日、ナチュラルハイ）…オムニバス作品　他出演:沢口あすか、ソナン、七海りあ、桜もも、加山由衣、近藤れいな、愛葉るび、ゆうな、日向あみ
- 誘惑ミセス 55（8月8日、U&K）
- 世界露出紀行（8月24日、ビッグモーカル）…共演:愛咲望
- お姉さんの… 10（10月18日、シー・ツー・コーポレーション）…オムニバス作品　他出演:浜田凛、桜田さくら、入江まこ、葉月唯
- スチュワーデスとしよう STEWARDESS-2（10月22日、ビッグモーカル）…オムニバス作品　他出演:雨宮まり、山口玲奈
- AVW FUCK DOWN （10月24日、オブテイン・フューチャー）…共演:杏野るり、春菜まい
- 七瀬ななみ引退記念作品は完全で!!（11月20日、素人倶楽部）
- 超豪華必見!! 杏野るり&七瀬ななみのラブラブレズファック（11月20日、素人倶楽部）…共演:杏野るり

　他

### テレビドラマ出演
2016年
- 牙狼-GARO- -魔戒烈伝-　4話　異邦人　　※AV引退後13年ぶりの出演となる。（出演の経緯は不明）

### イメージビデオ
- SOD RACING GALS（2002年6月7日、ソフト・オン・デマンド）…共演:沢口あすか、杏野るり、うさみ恭香、上村ひな

## 書籍

### 写真集
- NANAMI 夢見るなっちゃん19歳（2000年11月、バウハウス） - 撮影:前場輝夫
- Sweet Heart 七瀬ななみの七変化（2001年4月、桜桃書房） - 撮影:西尾和久